# زاروهی پوستانجیان
زاروهی پوستانجیان (ارمنی: Զարուհի Փոստանջյան؛ زادهٔ ۱۹۷۲) سیاست‌مدار اهل ارمنستان است. وی نماینده دوره‌های چهارم و پنجم مجلس ملی جمهوری ارمنستان بوده‌است.